# Hartmut Zwahr
Hartmut Christian Johannes Zwahr (* 28. August 1936 in Bautzen) ist ein deutscher Historiker sorbischer Ethnizität. Von 1978 bis 1992 war er Professor für die Geschichte der deutschen Arbeiterbewegung an der damaligen Karl-Marx-Universität Leipzig (KMU) und anschließend bis zu seiner Emeritierung 2001 Professor für Sozial- und Wirtschaftsgeschichte an der Universität Leipzig.

## Leben
Nach dem Besuch der Grund- bzw. Volksschule in seiner Heimatstadt Bautzen absolvierte Zwahr ab 1950 eine Lehre zum Bibliothekstechniker in der Allgemeinen Öffentlichen Bibliothek in Bautzen. Anschließend besuchte er von 1953 bis 1956 die Fachschule für Bibliothekare „Erich Weinert“ in Leipzig. Von 1955 bis 1960 widmete er sich einem Studium der Geschichte, Erwachsenenpädagogik und Germanistik an der Leipziger Universität. Anschließend war er bis 1963 Inhaber einer wissenschaftlichen Aspirantur am Sorbischen Institut der Philosophischen Fakultät der KMU. Er wurde bei Paul Nedo mit einer Arbeit zur Thematik Die antisorbische Staatspolitik im kaiserlich-imperialistischen Deutschland und der Kampf der sorbischen Volksbewegung in der Oberlausitz gegen soziale Ausbeutung und nationale Unterdrückung promoviert. Es folgten Assistententätigkeiten in den Abteilungen für Deutsche Landes- und Regionalgeschichte am dortigen Institut für Deutsche Geschichte. Von 1969 bis 1971 war er wissenschaftlicher Oberassistent der Lehrgruppe „Örtliche Arbeiterbewegung“ innerhalb des Wissenschaftsbereichs „Deutsche Geschichte und Geschichte der deutschen Arbeiterbewegung 1789 bis 1945“. 1974 schloss er seine Diss. B., mit der er den Titel Dr. sc. phil. erlangte, mit der Habilitationsschrift Zur Konstituierung des Proletariats als Klasse. Strukturuntersuchung über das Leipziger Proletariat während der industriellen Revolution ab.
Von 1971 bis 1978 war Zwahr Dozent für die Geschichte der Deutschen Arbeiterbewegung an der KMU. Nach einem Zusatzstudium an den Historischen Instituten der Universitäten in Leningrad und Moskau wurde er 1978 zum ordentlichen Professor für das genannte Fachgebiet berufen. Von 1985 bis 1990 war er Mitglied des Wissenschaftlichen Rates der Sektion Geschichte. 1987 erhielt er die Chance, im Rahmen des Forschungsprojekts Bürgertum im 19. Jh. Deutschland im europäischen Vergleich einen Gastaufenthalt am Zentrum für interdisziplinäre Forschung der Universität Bielefeld wahrnehmen zu können. Zwahr war von 1967 bis 1990 Mitglied der SED.
Nach der politischen Wende hatte er von 1992 bis zu seinem Eintritt in den Ruhestand 2001 die Leipziger Professur für Sozial- und Wirtschaftsgeschichte inne. Er war von 1996 bis 1999 Mitglied des Konzils der Universität Leipzig, von 2002 bis 2004 Kuratoriumsmitglied des Hannah-Arendt-Instituts für Totalitarismusforschung in Dresden sowie von 2002 bis 2008 Kuratoriumsmitglied der Leipziger Universität.
Zwahr gehört seit 1953 der Sorabija an und stand dieser 1963/64 als Vorsitzender vor. Seit 1997 gehört er der Oberlausitzischen Gesellschaft der Wissenschaften zu Görlitz an. Bereits seit 1984 ist er zudem Mitglied der Historischen Kommission der Sächsischen Akademie der Wissenschaften zu Leipzig.
2008 und 2009 veröffentlichte Zwahr die autobiografischen Romane Abschiednehmen. Lausitzroman und Leipzig. Studentenroman.
Er ist mit der Historikerin Annette Zwahr verheiratet.

## Ehrungen
- 1971: Literarne myto Domowiny (Literaturpreis der Domowina)
- 1979: Banner der Arbeit (Stufe I)
- 1986: Literaturpreis der Domowina
- 1987: 3. Preis der Fritz-Thyssen-Stiftung

## Schriften (Auswahl)
- Bauernwiderstand und sorbische Volksbewegung in der Oberlausitz. (1900–1918) (= Schriften des Instituts für Sorbische Volksforschung in Bautzen, 25). Domowina-Verlag, Bautzen 1966, DNB 458745731.
- Zur Konstituierung des Proletariats als Klasse. Strukturuntersuchung über das Leipziger Proletariat während der industriellen Revolution (= Schriften des Zentralinstituts für Geschichte, 56). Akademie-Verlag, Berlin 1978, DNB 790040123.
- Proletariat und Bourgeoisie in Deutschland. Studien zur Klassendialektik (= Studien zur Dialektik). Pahl-Rugenstein, Köln 1980, ISBN 978-3-7609-0529-7.
- Die Konstituierung der deutschen Arbeiterklasse von den dreißiger bis zu den siebziger Jahren des 19. Jahrhunderts (= Studienbibliothek DDR-Geschichtswissenschaft, 1). Akademie-Verlag, Berlin 1981, DNB 821008455.
- Meine Landsleute. Die Sorben und die Lausitz im Zeugnis deutscher Zeitgenossen. Von Spener und Lessing bis Pieck. Domowina-Verlag, Bautzen 1984, DNB 850293715.
- Herr und Knecht. Figurenpaare in der Geschichte. Urania-Verlag, Leipzig, Jena und Berlin 1990, ISBN 978-3-332-00334-5.
- Ende einer Selbstzerstörung. Leipzig und die Revolution in der DDR (= Sammlung Vandenhoeck). Vandenhoeck und Ruprecht, Göttingen 1993, ISBN 978-3-525-01344-1.
- Revolutionen in Sachsen. Beiträge zur Sozial- und Kulturgeschichte (= Geschichte und Politik in Sachsen, 1). Böhlau, Köln, Weimar und Wien 1996, ISBN 978-3-412-12895-1.
- zusammen mit Thomas Topfstedt und Günter Bentele (Hrsg.): Leipzigs Messen 1497–1997. Gestaltwandel – Umbrüche – Neubeginn. [Teilband 1 und 2]. Böhlau, Köln, Weimar und Wien 1997, ISBN 978-3-412-00198-8.
- mit Thomas Topfstedt (Hrsg.): Leipzig um 1800. Beiträge zur Sozial- und Kulturgeschichte. Sax-Verlag, Beucha 1998, ISBN 978-3-930076-59-8.
- zusammen mit Uwe Schirmer und Henning Steinführer (Hrsg.): Leipzig, Mitteldeutschland und Europa. Festgabe für Manfred Straube und Manfred Unger zum 70. Geburtstag. Sax-Verlag, Beucha 2000, ISBN 978-3-934544-05-5.
- Die erfrorenen Flügel der Schwalbe. DDR und „Prager Frühling“. Tagebuch einer Krise 1968–1970 (= Archiv für Sozialgeschichte. Beiheft, 25). Dietz, Bonn 2007, ISBN 978-3-8012-4182-7.
- Atlas zur Geschichte und Landeskunde von Sachsen. D 5.3: Friedliche Revolution 1989/90 in Sachsen. Beiheft. Landesvermessungsamt Sachsen, Dresden 2009, ISBN 978-3-89679-599-1.
- zusammen mit Jens Blecher: Geschichte der Universität Leipzig 1409–2009. Band 2: Das neunzehnte Jahrhundert 1830/31–1909. Leipziger Universitätsverlag, Leipzig 2010, ISBN 978-3-86583-302-0.
- Abschiednehmen. Lausitzroman. Sax-Verlag, Beucha und Markkleeberg 2018, ISBN 978-3-86729-229-0.
- Leipzig. Studentenroman. Sax-Verlag, Beucha und Markkleeberg 2019, ISBN 978-3-86729-230-6.